# Solariella charopa
Solariella charopa là một loài ốc biển, là động vật thân mềm chân bụng sống ở biển thuộc họ Solariellidae.